# Melicope lamii
Melicope lamii är en vinruteväxtart som beskrevs av Carl Karl Adolf Georg Lauterbach. Melicope lamii ingår i släktet Melicope och familjen vinruteväxter. Inga underarter finns listade i Catalogue of Life.